# The Beats - L'urlo ribelle
The Beats - L'urlo ribelle (The Source) è un documentario del 1999 diretto da Chuck Workman.

## Trama
Il documentario tratta dell'incontro di Jack Kerouac, Allen Ginsberg e William Burroghs che segna la nascita della Beat Generation, movimento rivoluzionario e controverso, destinato a influenzare le generazioni future.
Vanta le apparizioni di attori come Johnny Depp, Dennis Hopper, e John Turturro.